# Sheu Obregón
Sheu Brian Obregón Chulan (Lima, Perú, 10 de setiembre de 1988) es un futbolista peruano. Juega de mediocampista y su equipo actual es Amazon Callao de la Liga 3 de Perú. Tiene 36 años.

## Trayectoria
Debutó en el Juventud Barranco en 2010.
En 2011, es transferido al Pacífico fc consiguiendo el subcampeonato de la Copa Perú 2011 y ascendiendo a la Segunda División Peruana 2012.
En el 2012 salió campeón en la Segunda División Peruana, fue considerado como una de los mejores mediocampistas de ese torneo.
En el 2013, fue parte del plantel que disputó el Campeonato Descentralizado 2013 con el Pacífico FC
En el 2014 fichó por el Atlético Torino de Piura. 
En el 2019 clasificó a la Finalisima de la Copa Perú 2019 Con el Sport Chavelines de Pacasmayo luego de eliminar al ADT Fue uno de los mejores jugadores de aquella finalisima.
En el 2020 ficha por el Deportivo Llacuabamba para disputar la Liga 1, pero no llegó a debutar y finalmente fue presentado por el ADT para disputar la Copa Perú 2020, que no se jugó por la pandemia de COVID-19.

## Clubes
| Club                       | País | Año         |
| -------------------------- | ---- | ----------- |
| Juventud Barranco          | Perú | 2010        |
| Pacífico FC                | Perú | 2011-2013   |
| Atlético Torino            | Perú | 2014 - 2017 |
| Defensor Laure Sur         | Perú | 2018        |
| Deportivo El Inca          | Perú | 2019        |
| Sport Chavelines Juniors   | Perú | 2019        |
| Asociación Deportiva Tarma | Perú | 2020        |
| Maristas de Huacho         | Perú | 2021        |
| Atlético Minero            | Perú | 2024        |
| Amazon Callao              | Perú | 2025 -      |

## Palmarés

### Campeonatos nacionales
| Título                        | Club        | País | Año  |
| ----------------------------- | ----------- | ---- | ---- |
| Segunda División Peruana 2012 | Pacífico FC | Perú | 2012 |